# Dimethoxymethan
Dimethoxymethan je organická sloučenina patřící mezi ethery (jde o dimethylacetal formaldehydu), bezbarvá kapalina s nízkou viskozitou, používaná jako rozpouštědlo. Je rozpustný ve vodě a mísitelný s většinou běžných organických rozpouštědel.

## Výroba a struktura
Tato látka se může vyrobit oxidací methanolu nebo reakcí formaldehydu s methanolem. Ve vodných roztocích kyselin se zpětně hydrolyzuje na formaldehyd a methanol.
Vzhledem k anomernímu efektu u dimethoxymethanu převládá židličková konformace namísto anti konformace vůči vazbám C-O. Vzhledem k tomu, že se v molekule nachází dvě vazby C–O, tak je nejstabilnější konformací židlička-židlička, s energií přibližně o 30 kJ/mol nižší než anti-anti, kde židlička-anti a anti-židlička tvoří průměr těchto energií.
Protože se jedná o jednu z nejmenších molekul, u kterých se tento jev vyskytuje, tak se dimethoxymethan často používá v teoretických studiích zaměřeních na anomerní efekt a má tak význam v chemii sacharidů.

## Použití
Průmyslově se dimethoxymethan využívá jako rozpouštědlo a jako výchozí látka při výrobě vůní, pryskyřic, lepidel a ochranných nátěrů. Dalším použitím je přidávání této látky do benzinu, kde zvyšuje oktanové číslo; dimethoxymethan se také přidává do motorových naft.

### V organické syntéze
Dimethoxymethan může také sloužit v organické syntéze k tvorbě methoxymethylových (MOM) chránicích skupin pro alkoholy. Tyto skupiny se oobvykle vytvářejí reakcemi s oxidem fosforečným v dichlormethanu nebo chloroformu, což je postup upřednostňovaný před použitím chlormethylmethyletheru (MOMCl), který lze připravit jako roztok v methylesteru reakcí dimethoxymethanu a acylchloridu za přítomnosti katalyzátoru v podobě Lewisovy kyseliny, jako je například bromid zinečnatý:
MeOCH2OMe + RC(=O)Cl → MeOCH2Cl + RC(=O)(OMe)
Roztok reaktantu je možné použít přímo bez přečišťování, což omezuje styk s karcinogenním chlormethylmethyletherem. Na rozdíl od postupu využívajícího formaldehyd a chlorovodík zde nevzniká vysoce karcinogenní vedlejší produkt bis(chlormethyl)ether.